# 岩屋商店街
岩屋商店街（いわやしょうてんがい）は、兵庫県淡路市岩屋にある商店街。昭和の雰囲気を色濃く残す商店街として知られる。

## 特色

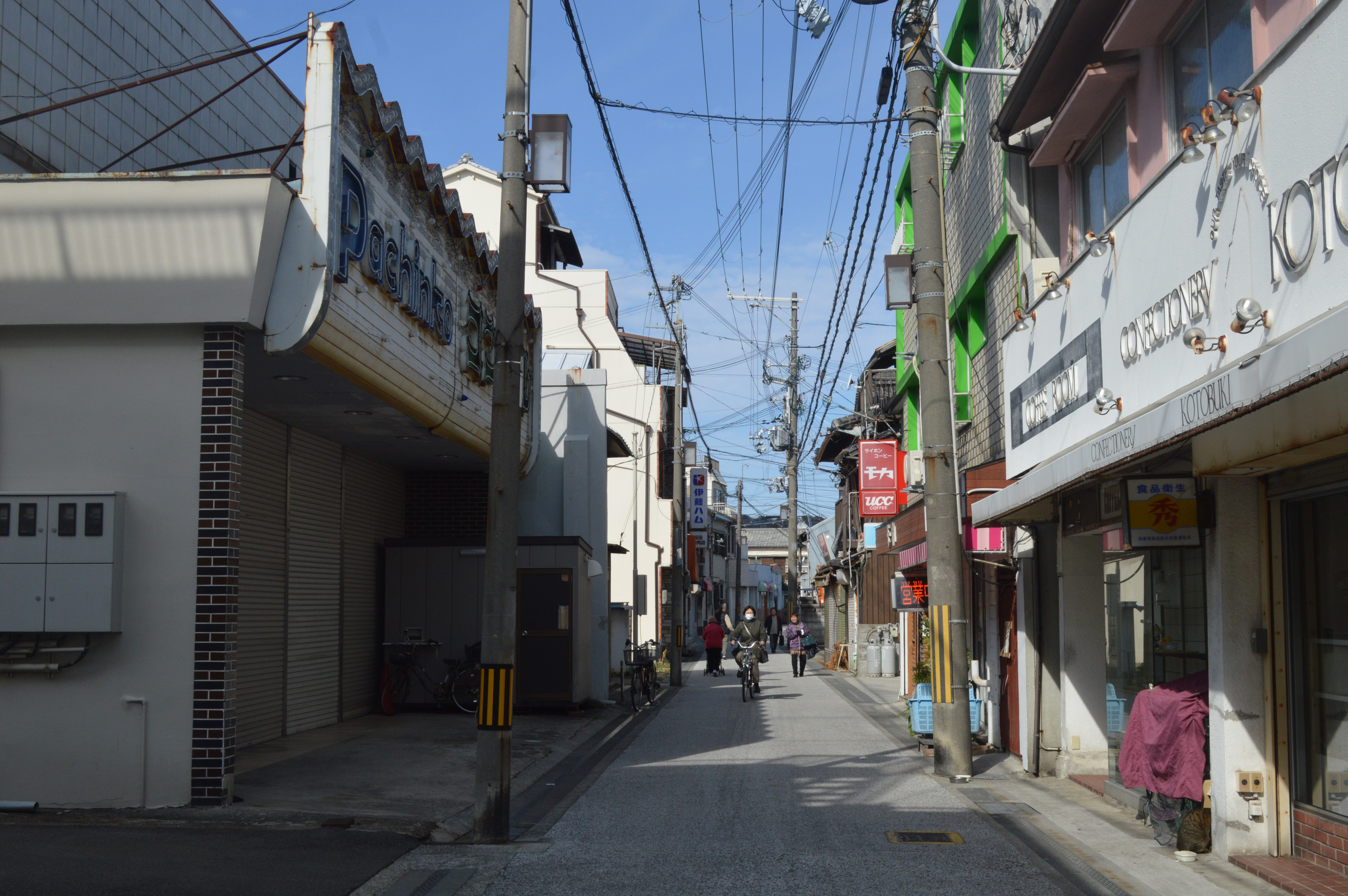
商店街の中心部

岩屋は淡路島の最北端に位置する漁師町である。明石淡路フェリーが就航していた頃は岩屋港が、1998年（平成10年）4月15日の明石海峡大橋開通後は淡路インターチェンジが島の玄関口となっている。
岩屋港とともに栄えた約500mほどの長さの商店街であり、商店街の両端には古風なゲートが残る。最盛期には商店街に10軒ほどのお好み焼き屋があったという。昭和初期には開業していたと推測される銭湯の扇湯は、瓦屋根の建物の正面に洋風装飾を施した看板建築である。

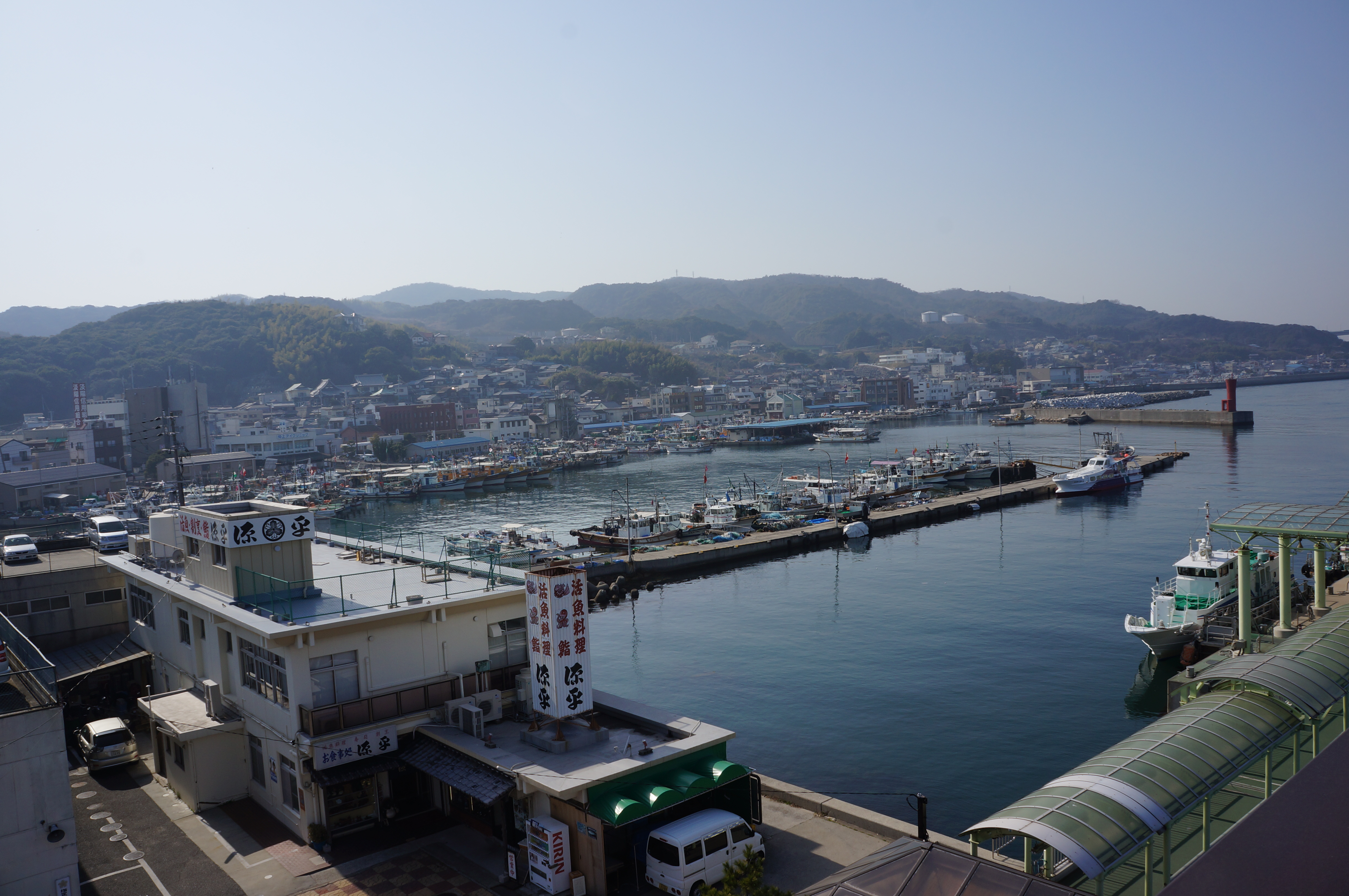
岩屋港
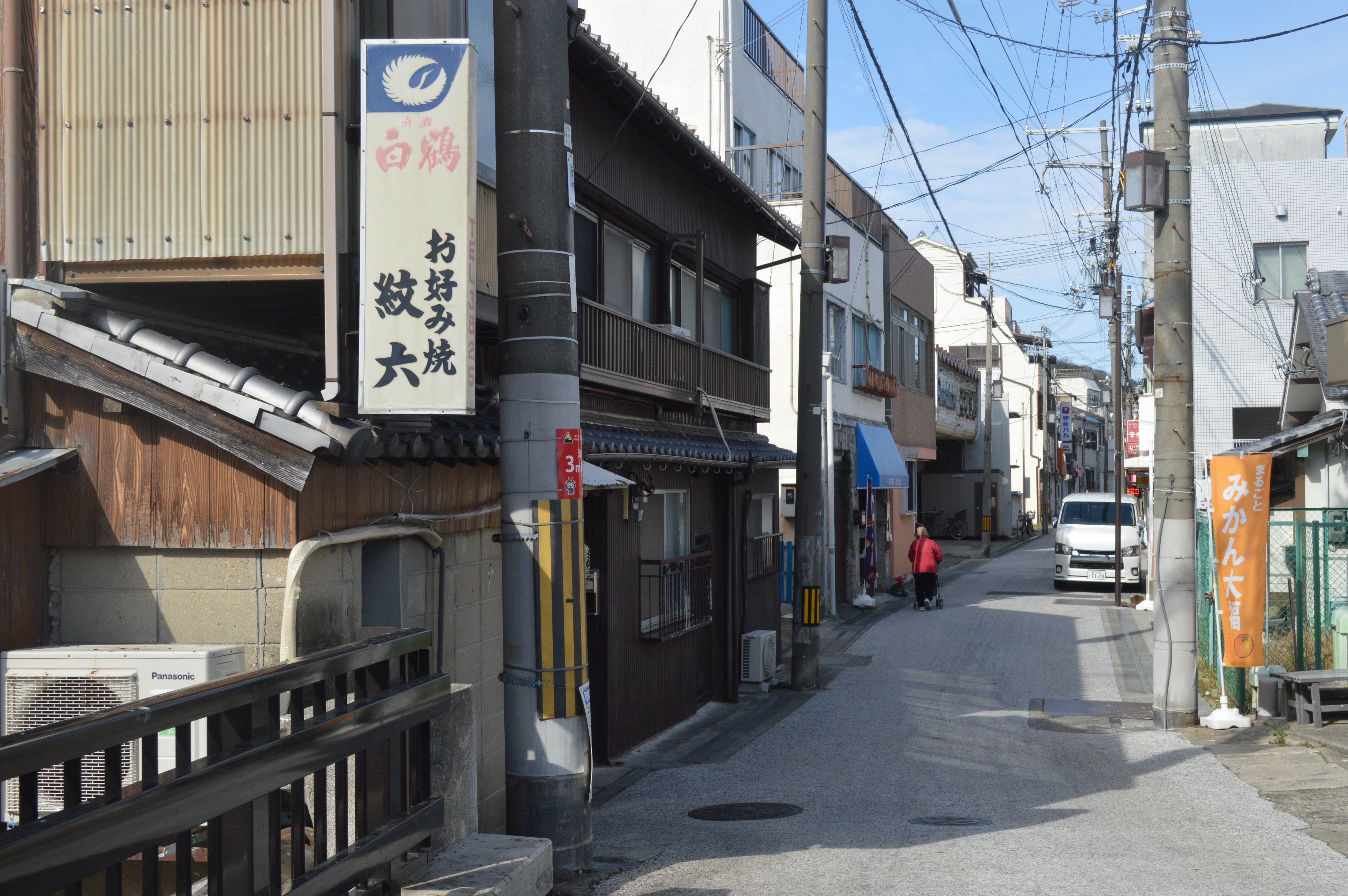
商店街の中心部

## 歴史

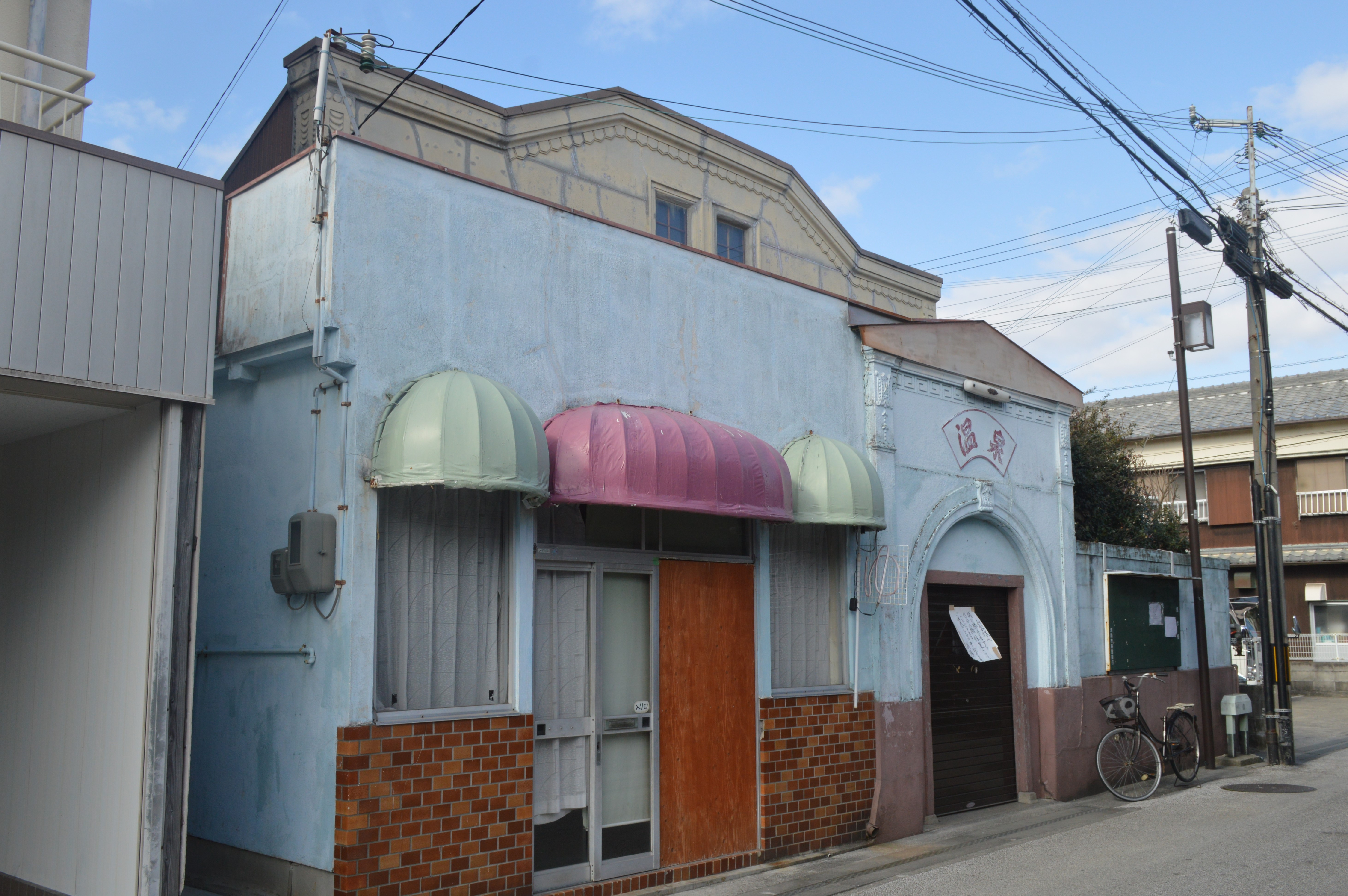
扇湯

1923年（大正12年）8月、岩屋の片浜給田に演劇や活動写真の興行を行う岩屋淡路劇場が開館した。1926年（大正15年）8月には岩屋淡路劇場と競合する岩屋倶楽部（後の岩屋映劇）も開館し、岩屋には2館の劇場が並立した。
2012年（平成24年）に明石淡路フェリーが廃止されると、車で淡路島を訪れる観光客が岩屋を素通りするようになり、岩屋商店街は急速に衰退した。
2016年（平成28年）には笹野高史主演の映画『あったまら銭湯』が製作され、岩屋商店街の扇湯が主要なロケ地となった
2018年（平成30年）頃には、松本康治が、閉店となった角店の「八百年」という名の八百屋を土曜日だけ借り受けて、淡路島の平岡農園のレモンを氷の代わりに凍らせて使用した『淡路島ハイボール』の提供を開始。何杯でも注ぎ足して飲めることで好評であった。この店は2020年10月で閉店し、『淡路島ハイボール』はその後、「扇湯」併設の店に引き継がれた。
2023年（令和5年）時点では、レトロな銭湯として知られる扇湯をはじめ、和菓子店、喫茶店、すし店、その他飲食店、1軒のスーパーなどを中心として営業を続けている。

## 周辺
- 絵島
- 大和島

## 外部サイト
- 一般社団法人淡路島観光協会